# (300063) 2006 UH193
(300063) 2006 UH193 es un asteroide perteneciente al cinturón de asteroides, descubierto el 20 de octubre de 2006 por el equipo del Mount Lemmon Survey desde el Observatorio del Monte Lemmon, Arizona, Estados Unidos.

## Designación y nombre
Designado provisionalmente como 2006 UH193.

## Características orbitales
2006 UH193 está situado a una distancia media del Sol de 2,777 ua, pudiendo alejarse hasta 3,016 ua y acercarse hasta 2,537 ua. Su excentricidad es 0,086 y la inclinación orbital 0,658 grados. Emplea 1690,60 días en completar una órbita alrededor del Sol.

## Características físicas
La magnitud absoluta de 2006 UH193 es 16,7.